# Cephalozia turgida
Cephalozia turgida là một loài rêu trong họ Cephaloziaceae. Loài này được Carrington ex Spruce mô tả khoa học đầu tiên năm 1882.